# Пинхасик, Митя Самуилович
Ми́тя Самуи́лович (Дмитрий Самойлович) Пинха́сик (2 марта 1919 — 26 сентября 1999, Ашкелон, Израиль) — советский инженер-механик. Кандидат технических наук (1963).
Начальник смены, заместитель главного инженера реактора «Комбината № 817» (конец 1940-х годов). Заместитель главного инженера «Комбината № 815» (начало 1950-х годов). Начальник лаборатории инженерно-физических исследований по направлению быстрых реакторов, начальник «здания 170» (местонахождение реакторов БР-2 и БР-5) Физико-энергетического института (1956—1969); заместитель Александра Лейпунского по инженерным вопросам разработки быстрых реакторов с натриевым теплоносителем.

## Биография
В отрасли была другая аура, если можно так выразиться. Мы работали по-другому и делали всё быстро. Отсюда вытекают и такие короткие сроки появления БР-5.
Всех участников создания этого реактора перечислить невозможно, поэтому я назову только некоторых. Конечно же, это Лейпунский. Он был «головой» и «двигателем» всех работ, имел большой вес наверху, мог «подтолкнуть», если возникали задержки. Следующий, безусловно, Олег Дмитриевич Казачковский.
А третьим человеком я бы назвал Пинхасика, начинавшего с БР-2 и ставшего начальником БР-5. Пинхасик Митя Самуилович — это официально. Мы, конечно, обращались к нему Дмитрий, потому что Митей называть его нам было неудобно.
Пинхасик был человек крупный, основательный, с очень серьёзным голосом и очень большим авторитетом. Он работал на востоке, на реакторах, и был там высоким чином. Придя в Обнинск, он по существу не имел никакого понятия о натрии, но настолько быстро влез в вопросы натрия, натрия-калия и ртути, что на самом деле стал фактически помощником Александра Ильича по всем техническим вопросам.
Митя Самуилович работал как раз в те времена, когда быстрая тематика развивалась бурно, и сделал по технике очень много — можно сказать, возглавлял инженерную часть этого направления.
Митя Пинхасик родился 2 марта 1919 года.
Во второй половине 1940-х гг. начальник смены, с 1948 г. заместитель главного инженера реакторного завода №156 «Комбината № 817» («Челябинск-40»).
С 1950 г.  заместитель главного инженера «Комбината № 815» (в будущем — Горно-химическеского комбината).
В 1954—1969 годах работал в Лаборатории «В» (с 1960 года — Физико-энергетический институт). Начав с должности старшего научного сотрудника, через два года возглавил лабораторию инженерно-физических исследований по направлению быстрых реакторов и одновременно стал начальником здания 170, в котором были сооружены реакторы БР-2 и, позже, БР-5.
В течение всего периода работы в Физико-энергетическом институте Пинхасик выполнял функции заместителя Александра Лейпунского по инженерным вопросам разработки быстрых реакторов с натриевым теплоносителем. Все технические решения по быстрым реакторам БР-5, БОР-60, БН-350 и, на начальном этапе разработки, БН-600 принимались при непосредственном участии Мити Пинхасика в тесном сотрудничестве с проектными и конструкторскими предприятиями.
В 1963 году Пинхасик защитил диссертацию на соискание учёной степени кандидата технических наук.
В 1969 перешёл на работу в систему Министерства энергетики и электрификации СССР.
В 1992 году эмигрировал в Израиль; жил и умер в Ашкелоне.
Соавтор монографии:
- Технические проблемы реакторов на быстрых нейтронах [Текст] / Ю. Е. Багдасаров, М. С. Пинхасик, И. А. Кузнецов и др. ; Под ред. канд. техн. наук Ю. Е. Багдасарова. - Москва : Атомиздат, 1969. - 611 с. : ил.; 27 см.